# 鄭隱 (西晉)
鄭隱（？—？），字思遠，西晉方士。

## 生平
早年為儒生，精通《禮記》、《尚書》，對九宮、三奇、河洛、讖記亦有涉獵。後拜葛玄為師，受《正一法文》、《九鼎丹經》、《金液丹經》、《太清丹經》，精於燒煉金丹。年逾八十，體力充沛，健步如飛。收藏極富，舉凡道教經、記、符、圖、文、篆、律、儀、法、言等，共一千二百九十八卷。晉惠帝太安元年（302年），預知將有兵禍，率弟子數人隱居霍山（今山西省霍州市），不知所終。有徒弟葛洪，丹術大行於南方。